# Ulica Stanisława Stojałowskiego w Krakowie
Ulica Stanisława Stojałowskiego – ulica w Krakowie, w dzielnicy XI Podgórze Duchackie, na Kurdwanowie.
Łączy ulicę Cechową z ulicą Zbigniewa Herberta i ul. Podmokłą.

## Przebieg
Ulica zaczyna swój bieg na skrzyżowaniu z ulicą Cechową, gdzie też staje się jej przedłużeniem. Na środkowym odcinku, przy ulicy znajduje się po stronie północnej – Szkoła Podstawowa nr 164 im. bł. Franciszki Siedliskiej, Szkoła Podstawowa nr 162 im. Władysława Szafera oraz po stronie południowej – park handlowy „Dekada”. 
Ulica kończy swój bieg na skrzyżowaniu z ulicą Zbigniewa Herberta i ul. Podmokłą, gdzie jej przedłużeniem staje się ta druga.
Wraz z ulicą Mała Góra, ul. Rżącka, ul. Cechową, ul. Podmokłą, ul. Jugowicką, ul. Zawiła, ul. dr. Józefa Babińskiego i ul. Skotnicką, ul. Stanisława Stołajowskiego tworzy ciąg komunikacyjny o długości około 14,4 km.
W roku 2023 przebudowano chodniki w ciągu ulicy, a także dokonano realizacji brakującej tu wcześniej infrastruktury rowerowej w postaci dróg rowerowych oraz przejazdów dla rowerzystów.

## Infrastruktura
Od strony północnej ulicy dominuje wielorodzinna zabudowa mieszkaniowa osiedla Kurdwanów Nowy. 
Ulica Stanisława Stojałowskiego od swojego początku do skrzyżowania z ul. Por. Halszki jest trójpasmowa, natomiast w dalszej części jest czteropasmowa. Na ulicy znajdują się trzy zespoły przystanków autobusowych MPK Kraków – „Os. Kurdwanów” (pętla autobusowa), „Stojałowskiego” (na wysokości Szkoły Podstawowej nr 164 im. bł. Franciszki Siedliskiej) oraz „Halszki” (przy skrzyżowaniu z ul. Por. Halszki).